# James Dickey
James Lafayette Dickey, född 2 februari 1923 i Atlanta, Georgia, död 19 januari 1997 i Columbia, South Carolina, var en amerikansk författare och poet. Hans första roman Deliverance (först utgiven på svenska 1971 med titeln Flodfärd, översättning Gunnar Barklund, 1973 återutgiven som Den sista färden) är det verk han är mest känd för, mycket tack vare filmatiseringen från 1972. Dickey spelade själv sheriff i filmatiseringen av boken.
Ett urval av hans dikter, På jakt efter Buckheadpojkarna (översättning Lars Bäckström) utgavs av förlaget Bakhåll 1986.